# Drakesboro
Drakesboro és una població dels Estats Units a l'estat de Kentucky. Segons el cens del 2000 tenia 627 habitants.

## Demografia
Segons el cens del 2000, Drakesboro tenia 627 habitants, 247 habitatges, i 171 famílies. La densitat de població era de 504,3 habitants/km².
Dels 247 habitatges en un 36,8% hi vivien nens de menys de 18 anys, en un 47% hi vivien parelles casades, en un 18,6% dones solteres, i en un 30,4% no eren unitats familiars. En el 27,5% dels habitatges hi vivien persones soles el 12,6% de les quals corresponia a persones de 65 anys o més que vivien soles. El nombre mitjà de persones vivint en cada habitatge era de 2,54 i el nombre mitjà de persones que vivien en cada família era de 3,09.
Per edats la població es repartia de la següent manera: un 30,1% tenia menys de 18 anys, un 8,3% entre 18 i 24, un 28,4% entre 25 i 44, un 21,4% de 45 a 60 i un 11,8% 65 anys o més.
L'edat mediana era de 34 anys. Per cada 100 dones de 18 o més anys hi havia 84 homes.
La renda mediana per habitatge era de 17.875 $ i la renda mediana per família de 25.417 $. Els homes tenien una renda mediana de 21.094 $ mentre que les dones 16.458 $. La renda per capita de la població era de 10.508 $. Entorn del 28,4% de les famílies i el 32,3% de la població estaven per davall del llindar de pobresa.

## Poblacions més properes
El següent diagrama mostra les poblacions més properes.